# Carreres de Drons

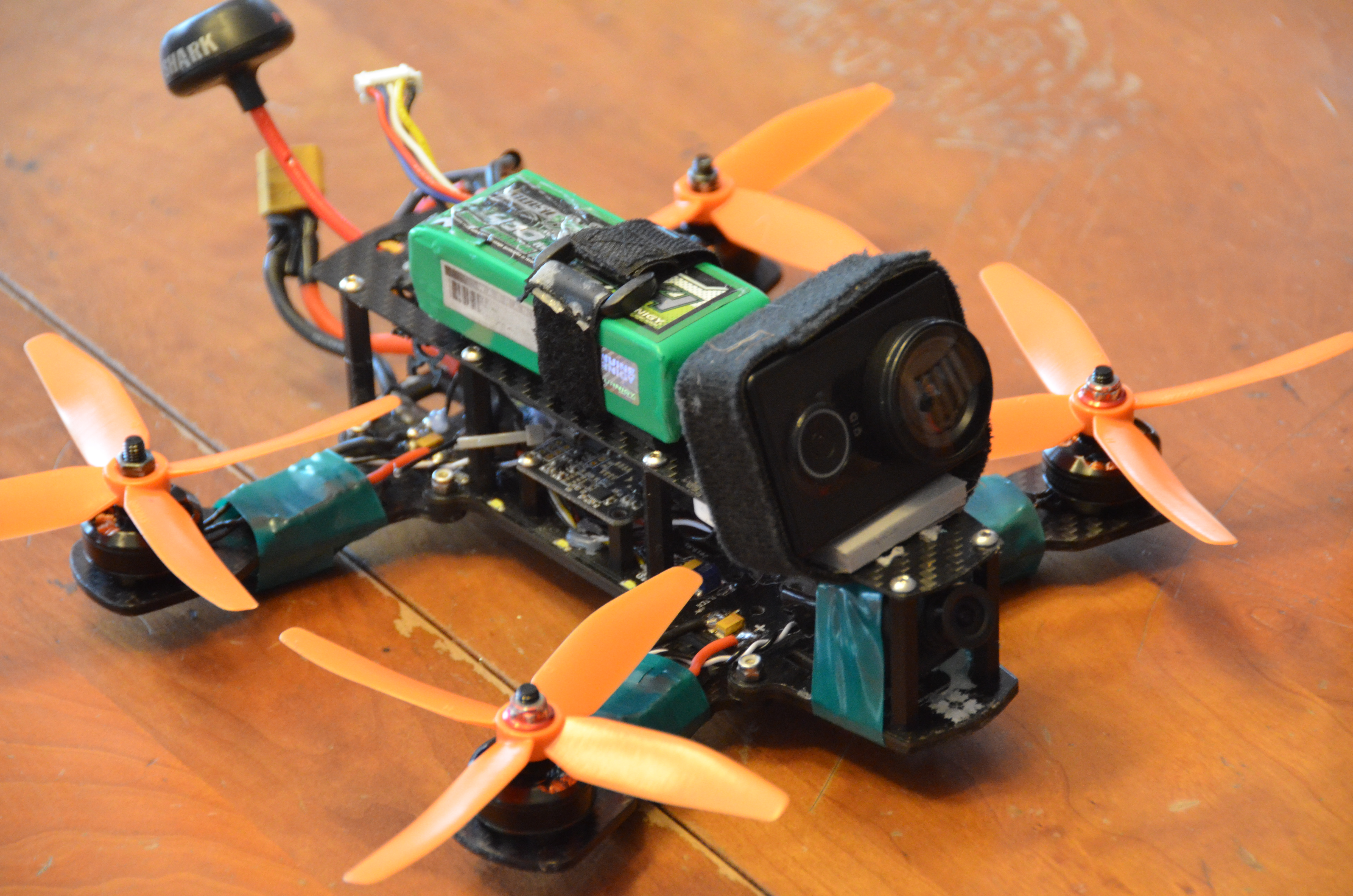
Minion 220 multirotor de carreres, amb els motors encara tebis i amb una hèlice gastada després d'una sessió de vol llarga.

Les Carreres de Drons amb FPV és un tipus d'esport de motor on els conductors controlen drons (petit radiofònic aeronau o més conegut com a quadcopter), que van equipats amb càmeres. Aquestes mostren en directe el que capten i són visualitzades pels conductors a través de pantalles (normalment ho visualitzen en ulleres FPV i no en pantalles externes encara que hi ha cops que sí). Aquest esport és similar a les carreres d'avions, ja que l'objectiu és completar tot un recorregut el més ràpid possible. Les carreres de drons van començar com un esport d'aficionat a Austràlia a finals del 2014.

## La tecnologia dels drons de carreres
FPV (vista en primera persona) significa que els pilots només veuen el que el quadricòpter veu, ja que, aquest, conté una càmera FPV. Aquest esport s'ha tornat popular per veure-ho en temps real, en viu des d'una càmera muntada a la punta del dron. La imatge és transmesa per ones radiofòniques (típicament 2.4 GHz o 5.8 GHz de freqüència) a través de ulleres FPV que conté el pilot. El control remot, el dron i ulleres FPV estan connectats per via radiofònica i ha de transmetre amb fiabilitat i velocitat suficient per permetre un control ràpid i segur. Aquesta tecnologia és molt nova i constantment es millora. Les ulleres FPV, en la gamma de mercat, estan entre 50 i 500 €, encara que, el més car, ofereix més i millors característiques. Alguna d'aquestes característiques inclou un ample camp de vista (FOV), alta precisió i funcionalitat d'enregistrament del DVR.
Mentre que els pilots requereixen sempre de ulleres FPV, existeixen alguns organitzacions de drons de carreres que insisteixen que els espectadors també haurien d'usar ulleres FPV per senzillament anar canviant de freqüència. D'aquesta manera, l'espectador, pot gaudir d'una vista més amplia del que realment està passant dins de la cursa.
Qualsevol dron podria utilitzar-se en una cursa, tanmateix, les carreres amb FPV que participen les lligues, requereixen drons. La Lliga de Drons de Carreres (DRL) fa tota mena de drons que s'utilitzar en els seus esdeveniments; els pilots són subministrats amb quadricòpters i còpies de seguretat.
Les carreres de drons són dissenyats per enfocar tota la seva energia cap endavant, encara que, aquests, són oposats a l'objectiu dels drons de vídeo i fotografia, que aquests estan enfocats més en l'alçada. Un quadricòpter de fotografia estarà dissenyat típicament amb quatre motors configurats per un X-patró. Un model de carrera típicament tindrà els seus quatre motors configurats en un H-patró creat per empènyer el dron cap endavant, i no cap amunt. A causa del seu pes lleuger i dels seus motors elèctrics amb grans quantitats de torque, els drons poden accelerar i maniobrà amb gran velocitat i agilitat. Per ser bo en aquest esport es necesari tindre unes mans estables i sensibles, i a la vegada requereix un temps determintat de vols amb drons.